# Gare de Clermont-Ferrand
Pour les articles homonymes, voir Gare de Clermont.
La gare de Clermont-Ferrand est une gare ferroviaire française située à Clermont-Ferrand, dans le département du Puy-de-Dôme, en région Auvergne-Rhône-Alpes. Gare de la Société nationale des chemins de fer français (SNCF), elle est placée sur la ligne de Saint-Germain-des-Fossés à Nîmes-Courbessac et accueille des trains Intercités et TER Auvergne-Rhône-Alpes. Elle se trouve légèrement à l'écart du centre historique de la ville.

## Situation

### Ferroviaire
Gare de bifurcation, Clermont-Ferrand est située au point kilométrique (PK) 419,258 de la ligne de Saint-Germain-des-Fossés à Nîmes-Courbessac, entre les gares de Gerzat et de Clermont-La Pardieu et au PK 507,170 de la ligne d'Eygurande - Merlines à Clermont-Ferrand. Elle est également l'origine de la ligne de Clermont-Ferrand à Saint-Just-sur-Loire. Son altitude est de 358 m.
La gare de Clermont-Ferrand apparaît au numéro 6 de la nomenclature des gares PLM de la ligne de Moret-Les Sablons à Nîmes et au numéro 1 de la ligne de Clermont-Ferrand à Saint-Étienne.

### Géographique

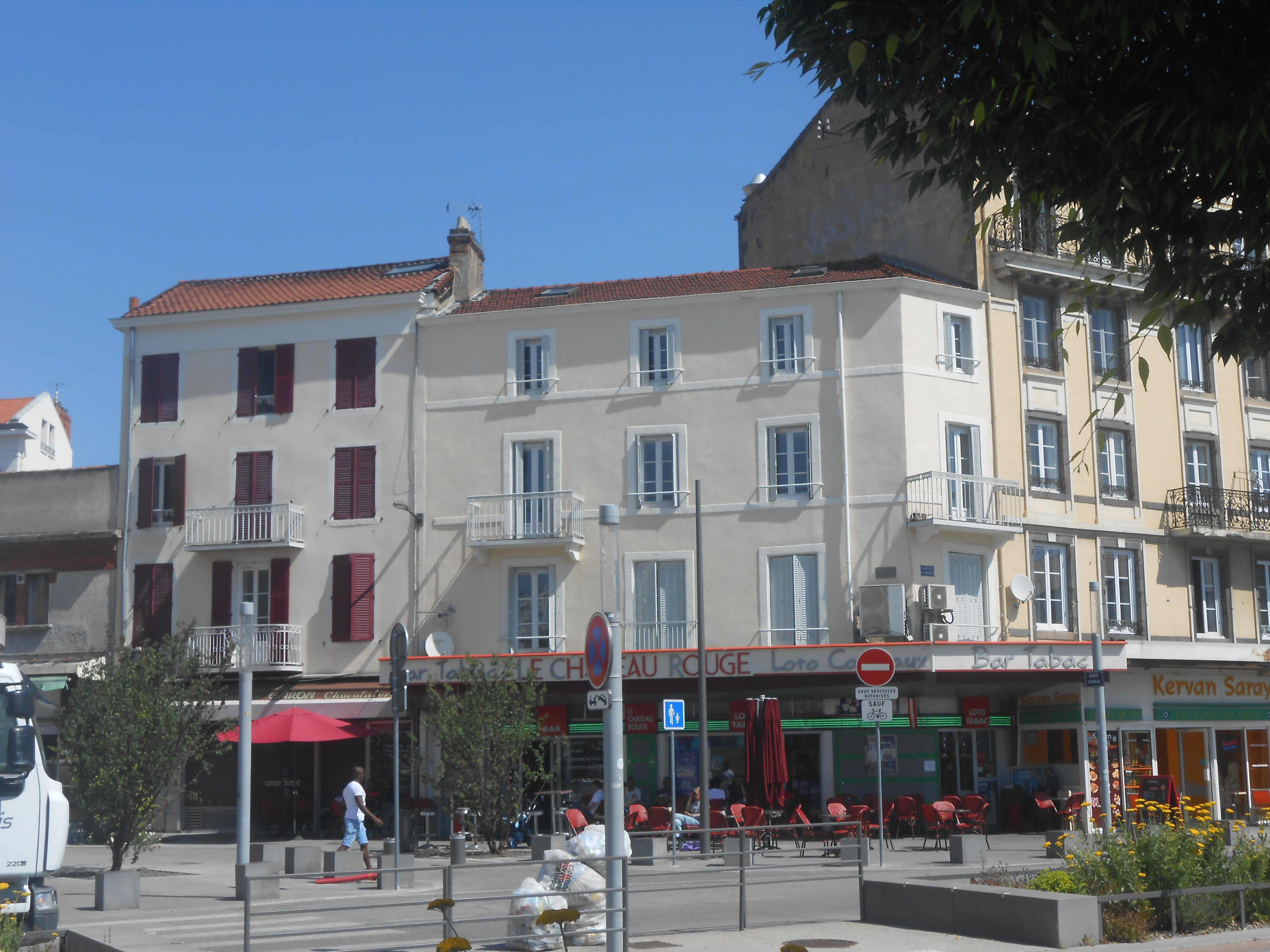
Croisement de l'avenue de l'Union Soviétique et de l'avenue Charras, face à la gare.

La gare est située à l'écart du centre-ville et du plateau central, sur le site du Château-Rouge. Le quartier était toutefois « enclavé par rapport au reste du tissu urbain, par de très fortes coupures engendrées par le faisceau ferroviaire » s'étendant de l'avenue Édouard-Michelin jusqu'à la zone industrielle du Brézet à l'est. L'avenue Charras voisine a fait depuis 2018 l'objet d'importants travaux afin de la rendre partiellement piétonne et ainsi faciliter la communication entre la gare et le centre ancien. Le site « occupe une situation péricentrale, […] à proximité du centre-ville […] et des grands boulevards de ceinture », et bénéficie « d'une bonne accessibilité routière ».
L'avenue de l'Union-Soviétique a été réaménagée pour les travaux du pôle intermodal, avec un classement en zone 30, afin de « favoriser une cohabitation harmonieuse de tous les usagers de la voirie ».

## Histoire

### La gare à l'époque du Grand-Central et du PLM

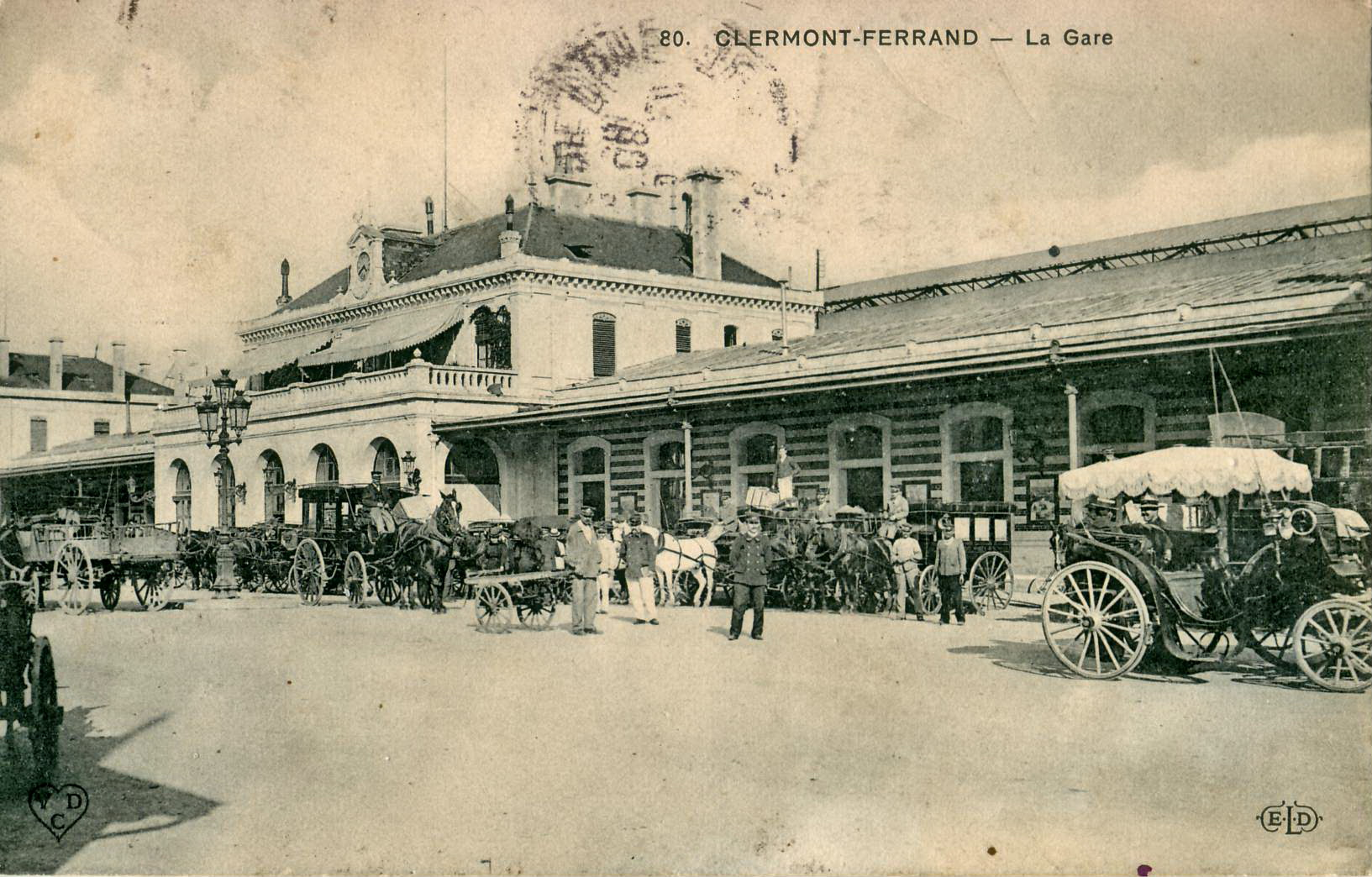
La gare, au début du XXe siècle.

Dans les années 1850, le quartier de la gare était construit à l'écart de la ville de Clermont. L'urbanisation s'arrêtait place Delille. Aussi la gare fut-elle construite à l'écart du plateau central, sur un espace marécageux portant le nom de la « Grenouillère » et dominé par l'agriculture (vignes, jardins et vergers). En 1853, de nouvelles artères permettent de relier la gare en construction au centre-ville (avenue Carnot, avenue des Paulines, avenue de la Grande-Bretagne, avenue de l'Union-Soviétique et avenue Charras).
Le 21 avril 1853, un décret de l'empereur Napoléon III concède à la Compagnie du chemin de fer Grand-Central de France la ligne de Clermont-Ferrand au pont de Lempdes-sur-Allagnon, en Haute-Loire. La ligne de chemin de fer de Paris à Clermont-Ferrand a été inaugurée le 7 mai 1855 par la mise en service de la section de Saint-Germain à Clermont-Ferrand via Gannat par le PLM. La ligne est prolongée à Issoire le 2 juillet, puis à Brassac-les-Mines le 3 septembre de la même année. Clermont et Paris étaient reliées en train express en 9 h 36, contre sept jours au XVIIIe siècle. À cette époque, la relation passait par Vierzon et Saincaize, les sections de Moret à Saincaize par Montargis et Nevers, de la ligne de Moret - Veneux-les-Sablons à Lyon-Perrache, n'ayant été ouvertes qu'en 1860 et 1861. La ligne ayant ouvert à voie unique, le doublement est réalisé en 1856 au nord et en 1876 au sud, jusqu'à Issoire et Arvant.

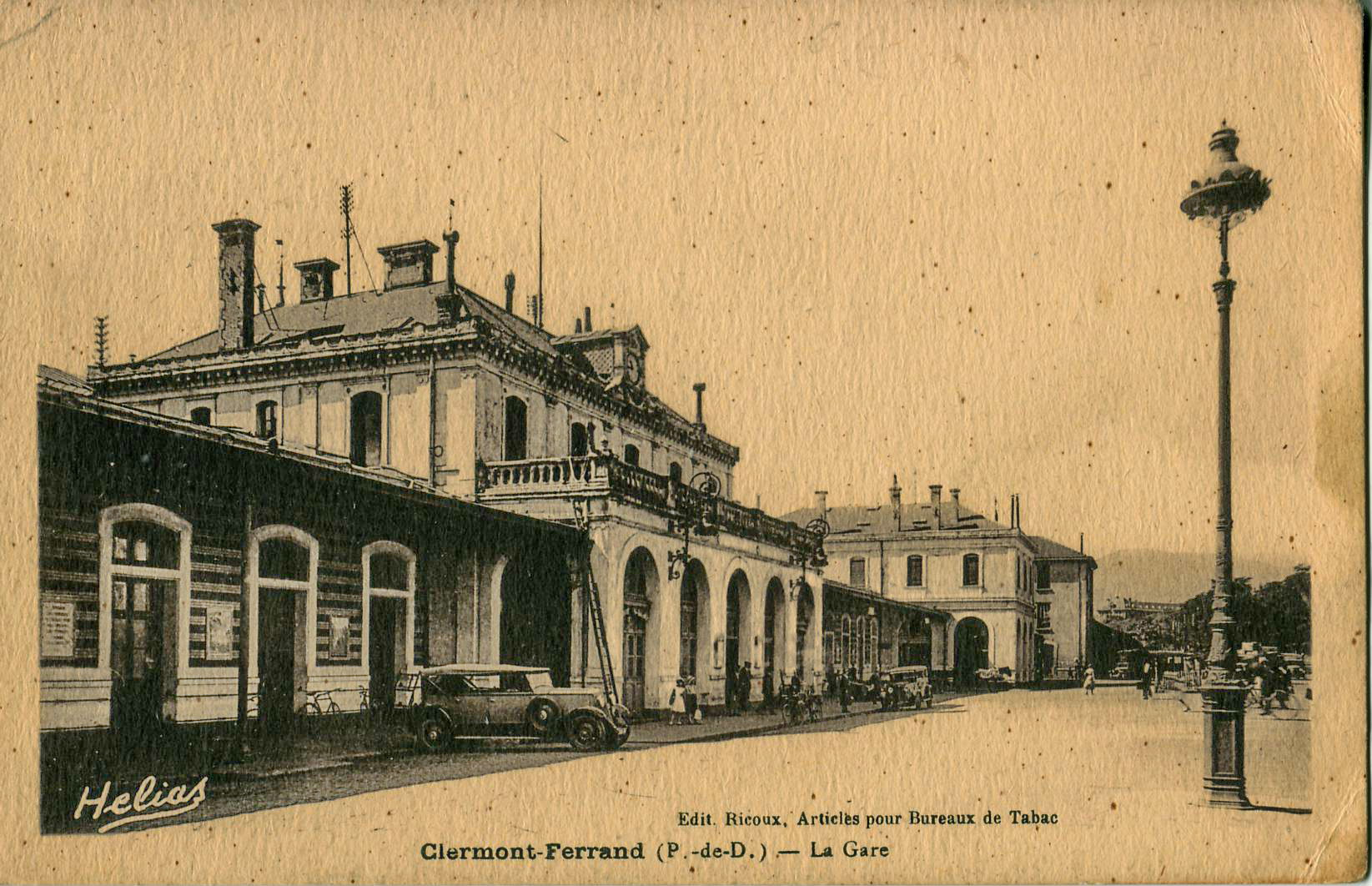
La gare, vers 1910.

Le 10 mai 1869, la section de Clermont-Ferrand à Pont-de-Dore a été mise en service par le PLM, puis prolongée jusqu'à Thiers le 15 mai 1872.
En 1870, le PLM faisait circuler un Paris – Nîmes omnibus au sud de Clermont en 24 heures. Toutefois, la Première Guerre mondiale a considérablement réduit la desserte, avec deux « faux express » reliant Paris à Clermont en 8 h 30.
En 1923, le temps de parcours est passé à 7 h 16 pour 426 km (les convois passaient encore par Gannat, d'autant plus que Vichy n'était toujours pas reliée à Clermont).
Dans les années 1930, la mise en service de la ligne de Vichy à Riom permet de relier Vichy, alors en cul-de-sac, à la capitale de l'Auvergne. À la suite de la mise en service, les trains de jour Paris – Clermont-Ferrand – Nîmes privilégient l'itinéraire par la nouvelle ligne, à l'exception des trains de nuit et de marchandises qui continuent à passer par Gannat. En 1934, un aller-retour assuré avec des autorails Bugatti place Clermont à 4 h 45 de Paris, contre six heures en train à vapeur, grâce à une vitesse de pointe de 130 km/h. Toutefois ce train passait par Corbeil-Essonnes et Malesherbes, mais également par Vichy.

### La gare du temps de la SNCF

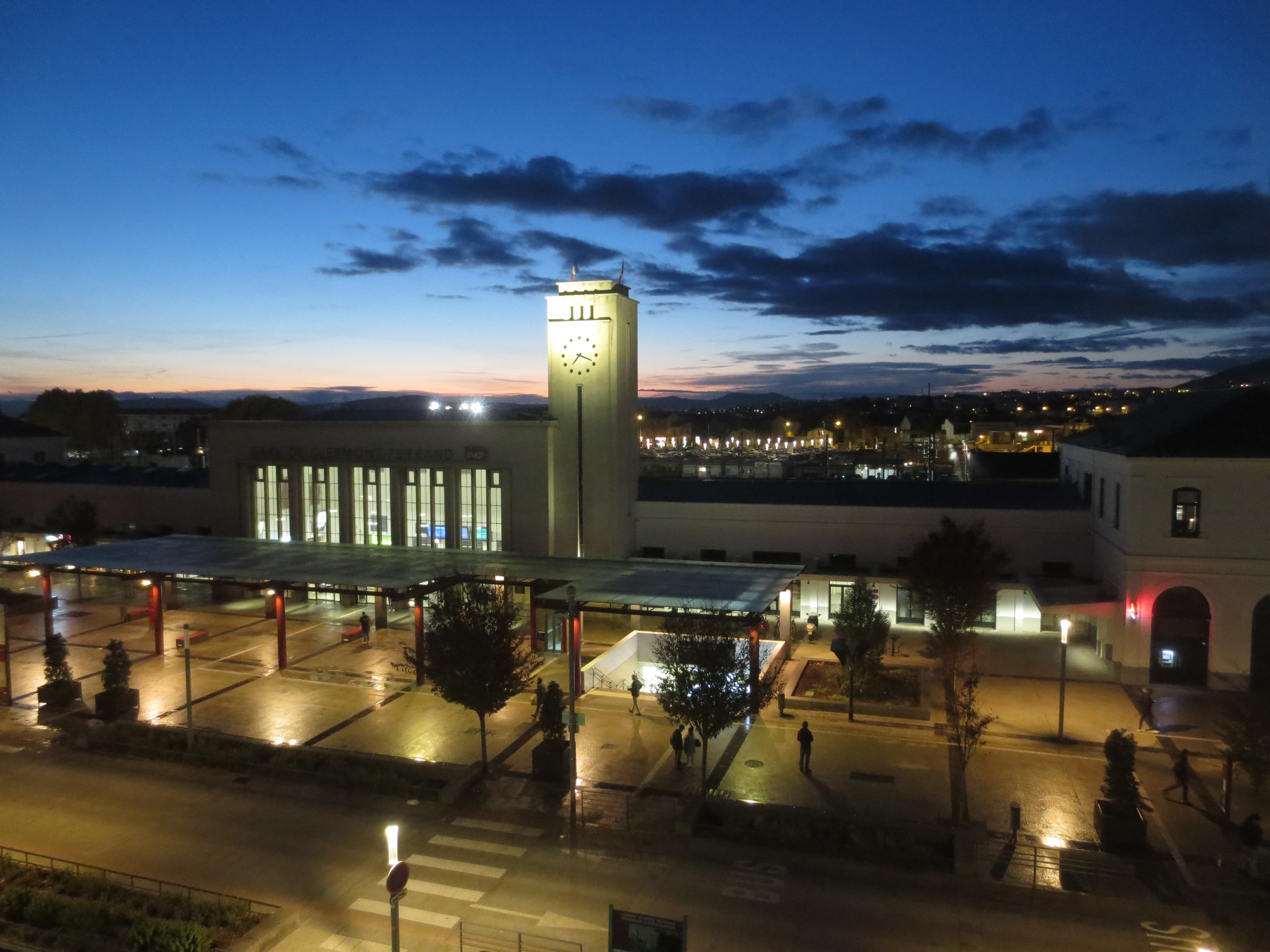
Gare à l'aube, en 2019.

En 1938, la gestion de la radiale depuis Paris est confiée à la nouvelle SNCF. Cinq trains de jour circulent entre Paris et Clermont via Vichy. Le temps de parcours est réduit « au mieux » à 4 h 20, toujours avec les autorails Bugatti. Cette desserte est interrompue par la Seconde Guerre mondiale, tout en ne maintenant que des trains de jour Paris-Austerlitz – Clermont-Ferrand – Nîmes et Lyon – Clermont-Ferrand, et les temps de parcours logiquement dégradés (7 h 50 depuis la capitale). Au même moment, le bâtiment de la gare, dont les travaux avaient été amorcés par le PLM, a été modifié avec notamment « l'édification d'un nouveau bâtiment voyageurs moderne surmonté d'une tour de vingt mètres », ou côté infrastructure, de « l'augmentation du nombre de voies à sept ». Ces travaux sont achevés en 1946.
Le 30 mai 1944, la gare est touchée par un bombardement. Les dégâts sont « limités aux installations ferroviaires ».
En 1945, les autorails Bugatti reviennent sur la relation, avec un temps de parcours porté à 4 h 22. L'offre est complétée par des trains temporaires Bordeaux – Lyon et Saint-Germain-des-Fossés – Marseille.
Dans les années 1950, l'ensemble du parcours de Moret à Nîmes, par Vichy et Gannat, est équipé du block manuel PLM, alors uniformisé. En 1957, les postes d'aiguillage obsolètes ont été remplacés par un SAXBY au poste 1 en 1957 puis par des EMU aux postes 2 et 3 en 1960 et 1963. Des RGP 1 atteignent 130 km/h, permettant un temps de parcours de quatre heures entre Paris et Clermont-Ferrand pour l'aller-retour de première classe baptisé le « Bourbonnais » en 1956. L'année précédente, les deux Paris – Nîmes sont complétés par une troisième liaison permanente appelée « Le Cévenol », reliant Clermont à Nîmes en moins de cinq heures.
Avec les dernières locomotives à vapeur, notamment les 241 P, le temps de parcours atteignait cinq heures dans les années 1960. La décennie suivante, les CC 72000 remplacent les locomotives à vapeur, avec des temps de parcours descendant sous les quatre heures, grâce à l'augmentation des limitations de vitesse, d'abord à 140, puis à 160 km/h en 1976, grâce à diverses améliorations de l'infrastructure (dont des rectifications de tracé), profitant notamment à trois trains dénommés Bourbonnais, Thermal et Arverne, alors équipés des nouvelles voitures Corail.
La gare a même connu le service auto-train de jour, avec la mise en place d'un aller-retour, deux jours par semaine, en 1980. Il cesse en 1991.

### Depuis l'électrification
Les travaux d'électrification de la relation de Paris à Clermont-Ferrand par Nevers et Vichy ont commencé à la fin des années 1980. Les installations électriques (25 kV – 50 Hz) sont mises en service le 22 mars 1990. Ainsi, les meilleurs trains parcourent 3 h 30 dès l'été 1990.
Au milieu des années 1990, Clermont-Ferrand bénéficiait de six allers-retours avec Paris (dont quatre allers-retours baptisés : 195/190 « Arverne », 191/194 « Bourbonnais », 5901/5902 « Thermal » et 5957/5958 « Le Cévenol »). Un septième aller-retour est ajouté en 1997 par prolongement d'un Paris – Nevers et, fin 1998, une circulation sans arrêt est mise en marche avec un temps de parcours réduit à 3 h 10.
Dès le 30 août 2003, les premiers trains Téoz circulent en direction de la gare de Lyon à Paris. Cette composition est généralisée fin 2007.
En juin 2013, René Souchon, président du conseil régional d'Auvergne, annonçait un projet pour le 1er janvier 2015 : l'utilisation de rames TGV Sud-Est rénovées pour assurer un aller/retour en remplacement de trains Intercités, sans amélioration significative des temps de parcours. Ce projet ne verra jamais le jour.

#### Relégation des Téoz (puis Intercités) en gare de Bercy
À la suite de travaux en gare de Lyon entre décembre 2010 et juillet 2011, le terminus parisien des trains Téoz a été déplacé vers la gare de Bercy, provoquant la stupéfaction de Serge Godard, maire de Clermont-Ferrand de l'époque, quant à la relégation des trains vers une gare secondaire avec peu de connexions vers le métro et le RER, sur « une décision de Réseau ferré de France », et à titre « provisoire ».
La sénatrice Michèle André a demandé le retour de ces trains en gare de Lyon. Le ministère de l'écologie, du développement durable, des transports et du logement invoque la mise en service de la LGV Rhin-Rhône et la saturation de la gare de Lyon (mais « il n'est pas exclu que le retour de ces trains [en gare de Lyon] soit techniquement possible à plus longue échéance »). Ces trains ont pu à nouveau arriver et partir de la gare de Lyon, mais pour une très courte période, entre le 3 juillet et le 10 décembre 2011, jour d'application du cadencement et de l'entrée en vigueur du service annuel 2012.
La saturation de la gare de Lyon est confirmée par une étude de l'école polytechnique fédérale de Lausanne, sans espoir pour le retour des Intercités, et par le Conseil d'État, qui a rejeté un pourvoi, à cause de contraintes d'exploitation et de la décision de RFF d'attribuer des sillons sur le réseau ferré national, le transfert à Bercy étant « de nature à prévenir les aléas d'exploitation liés à cette saturation ». L'une des raisons de la relégation de ces trains en gare de Bercy est que la SNCF « ne veut plus voir de trains avec locomotives » (mais seulement des trains avec motrice « incorporée », type TGV ou rame Oxygène) dans l'emprise de la gare de Lyon. En effet, la mise en place des locomotives dans cette gare saturée gêne son fonctionnement très tendu aux heures de pointe. Un retour des Paris – Clermont-Ferrand en gare de Lyon ne pourrait donc être possible qu'avec le remplacement du train par des rames type Oxygène. Mais même ainsi équipée, cela est difficilement envisageable en raison de la saturation de la gare de Lyon. Finalement, le plus grand défaut des trains à Bercy est surtout la non-connexion directe de la gare avec le réseau métropolitain (il faut sortir de la gare et marcher quelques centaines de mètres jusqu'à la bouche de métro).

#### Relations avec la grande vitesse
Clermont-Ferrand est l'une des rares grandes villes françaises à n'être toujours pas desservie par la grande vitesse. À l'époque des anciennes régions administratives (jusqu'en 2015), elle était l'un des trois chefs-lieux de région à ne bénéficier d'aucune desserte par TGV (avec Caen et Amiens).
Le projet de LGV Paris Orléans Clermont-Ferrand Lyon (dénommé par la suite « LGV POCL ») pourrait désenclaver davantage la ville et son aire urbaine et permettrait une connexion aux flux mondiaux.

### Le bâtiment de la gare et les environs

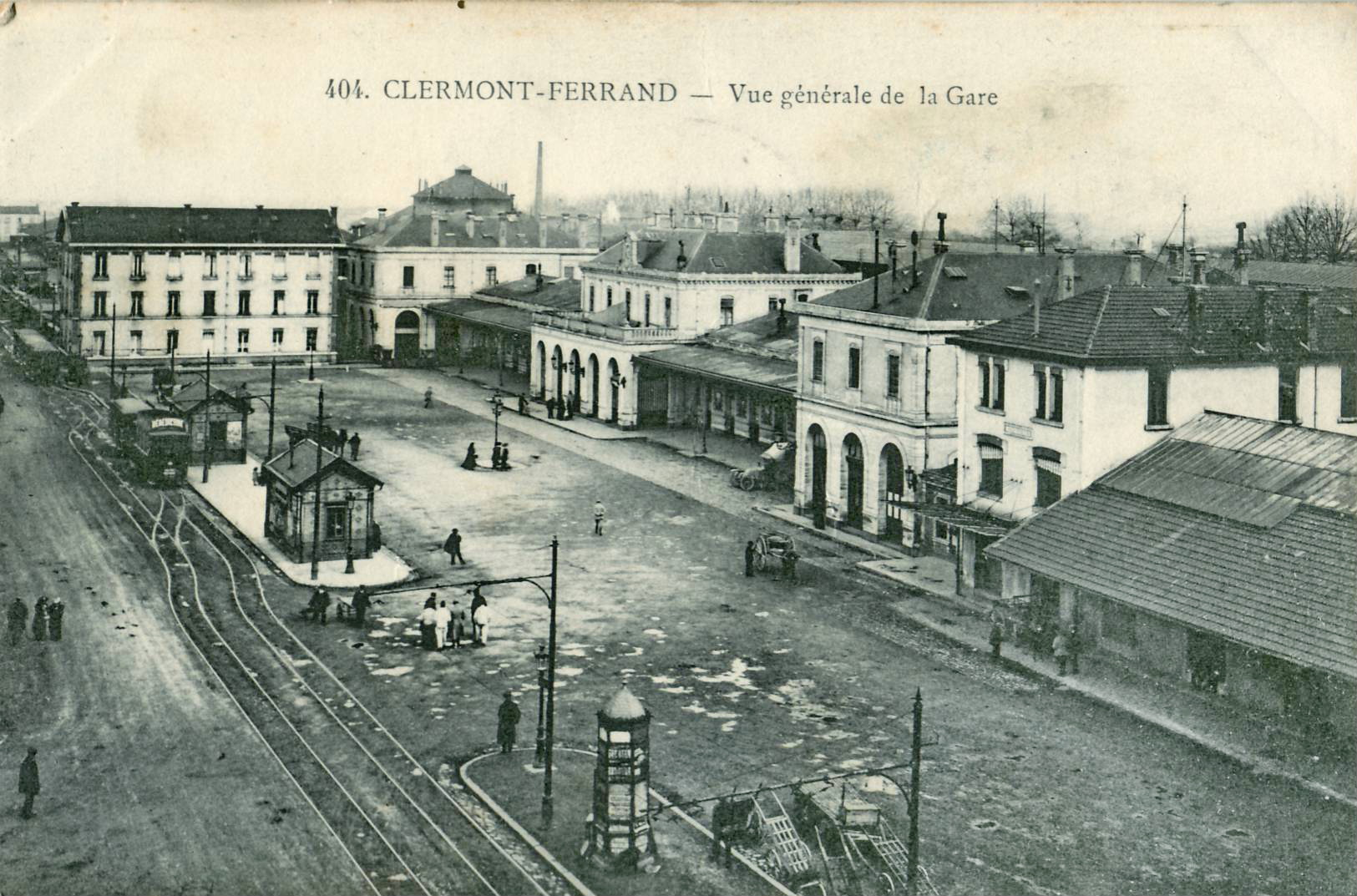
La gare, vers 1900.

La gare s'étendait, à l'origine, « sur de nombreux hectares ». D'immenses verrières abritaient les quais et elle disposait aussi de « hangars destinés à l'entretien et à la réparation des wagons et des locomotives », ainsi que « de vastes remises pour les marchandises ».
Le bâtiment principal, établi sur un étage, comprenait une horloge. À l'étage, « le buffet-restaurant se prolongeait par une terrasse donnant sur la cour animée par les calèches au service des voyageurs ». Le rez-de-chaussée comprenait cinq grandes arcades donnant sur la salle « des pas-perdus », en abritant tous les services d'une gare importante. Il a été remplacé dans les années 1930, l'ancien bâtiment « ne [correspondant] plus aux exigences du trafic et à l'accroissement régulier du nombre de voyageurs ».
Le bâtiment, en pierre blanche, « est inspiré par le rationalisme avec sa façade sévère et rectiligne, ses cinq verrières et sa tour d'horloge » de type clocher beffroi « stylisé à l'extrême », rappelant l'architecture du Trocadéro à Paris. Ces travaux ne sont achevés qu'après la Seconde Guerre mondiale, en 1946, avec la passerelle donnant accès à la rue Anatole-France.
Mais en 1952, une enquête notait l'état de délabrement des édicules (syndicat d'initiative ou arrêt de bus), lesquels sont supprimés ultérieurement.
Dans les années 1980, trois quais ont été rehaussés, le souterrain côté cour des Paulines a été prolongé avec un grand parking.

#### Modernisation de la gare dans les années 2010
Les travaux de la gare, de l'extérieur, ont permis la rénovation du quartier et du parvis. Il était prévu, en 2009, un début des travaux en 2010, pour un coût de 14,5 millions d'euros.
Cet important chantier a nécessité la suppression de pas moins de soixante trains TER Auvergne dès l'application du service annuel 2013, en vigueur du 9 décembre 2012 au 14 décembre 2013.
En 2014, selon les estimations de la SNCF, la fréquentation annuelle de la gare était de 3 845 744 voyageurs.

#### L'édification du pôle d'échanges intermodal
Plusieurs maîtres d'ouvrage interviennent dans le chantier, qui s'est concrétisé en huit actions :
| No action | Caractéristique et commentaires | Maître d'ouvrage    |
| --------- | --- | ------------------- |
| 1         | Création d'un pôle intermodal routier et de l'agence C.vélo | SMTC-AC             |
| 2         | Aménagement du parvis de la gare (18 500 m2) Le parvis comprend de nombreuses essences d'arbres, comme des robiniers, des zelkovas et des cerisiers à fleurs. | Ville               |
| 3         | Réaménagement de l'avenue de l'Union-Soviétique, comprenant une liaison piétonne et une zone 30 | Clermont Communauté |
| 4         | Réalisation de la voie de transport en commun en site propre Pour la ligne B, mais concernant indirectement deux autres lignes du réseau T2C. Travaux achevés fin 2014 ; vingt-trois entreprises intervenues. | SMTC-AC             |
| 5         | Réaménagement du parking voyageurs, côté sud de la gare, avec création d'une dépose minute L'ancien parking étant saturé, il a fait l'objet d'une réhabilitation complète, par le doublement de sa capacité et de l'adjonction d'un niveau, portant la capacité de 247 à 415 places. Un diagnostic archéologique a été réalisé du 19 août au 23 septembre 2014. Les travaux ont débuté fin 2014 pour une mise en service complète en janvier 2016. Ces travaux ont coûté quatre millions d'euros. | Gares & Connexions  |
| 6         | Réhabilitation du bâtiment voyageurs et des extrémités du passage souterrain | Gares & Connexions  |
| 7         | Rénovation du passage souterrain et de ses extrémités d'accès à chaque quai de gare Des escalators ont été créés de part et d'autre de ces accès, ainsi que des ascenseurs ; celui situé côté avenue de l'Union-Soviétique a été contraint à un déplacement pour causes de « ferraillage inadapté » et de « la découverte d'un radier plus important que prévu ». | RFF                 |
| 8         | Mise en accessibilité des quais pour les personnes à mobilité réduite | RFF                 |

La répartition du coût du projet, de 17,1 millions d'euros (M€) hors taxes, est la suivante :
- fonds européens (FEDER) : 3,11 M€ ;
- acteurs du transport : SNCF 2,05 M€, RFF 1,21 M€, SMTC-AC 1,80 M€ ;
- structures administratives et territoriales : État 1,20 M€, région Auvergne 3,06 M€, département du Puy-de-Dôme 1,07 M€, Clermont Communauté 1,80 M€, ville de Clermont-Ferrand 1,80 M€.

Le pôle d'échanges intermodal a été inauguré le 17 janvier 2015 en présence de Guillaume Pepy, président de la SNCF. Toutefois, aucun aménagement n'a été pensé pour les cyclistes.
L'inauguration n'a constitué que la première phase des travaux.

#### Rénovation de l'intérieur de la gare
Après l'inauguration du pôle intermodal et les travaux à l'extérieur de la gare, une nouvelle phase de travaux a permis, outre la rénovation du bâtiment voyageurs, la suppression du buffet ou le réagencement de l'espace de vente :
- l'aménagement de toilettes accessibles aux personnes à mobilité réduite[33] ;
- l'implantation d'un distributeur automatique de billets de banque à l'extérieur du bâtiment[33] ;
- la mise à disposition d'un piano et du Wi-Fi gratuit[33] ;
- l'implantation de trois commerces, dont un espace multiservices avec restauration, épicerie et vente de journaux[33].

La deuxième phase des travaux consiste à rénover le hall de la gare avec un nouvel espace d'attente et de vente, ainsi que de nouveaux commerces. Elle est complétée par le déploiement de la nouvelle signalétique en vigueur et des nouveaux écrans d'information (en place à l'extérieur de la gare, sur les quais et dans le hall).
Ces travaux, d'un coût de 3,9 millions d'euros et financés en majorité par Gares & Connexions, ont commencé fin avril 2016, afin de rendre le bâtiment plus « lumineux » et « accueillant ». La chaîne Starbucks n'a pas pu s'implanter en gare, les négociations avec la SNCF n'ayant pas abouti selon la direction régionale des gares. La SNCF a quant à elle acté l'agrandissement du point de vente de presse, de tabac ou de restauration rapide, à la nouvelle enseigne « Chez Jean ».
En juin 2017, la gare est équipée de casiers de livraison en consigne pour les colis postaux (dispositif Pickup Station).
La gare a été inaugurée le 10 mars 2018, après plusieurs années de travaux.

## Service des voyageurs

### Accueil

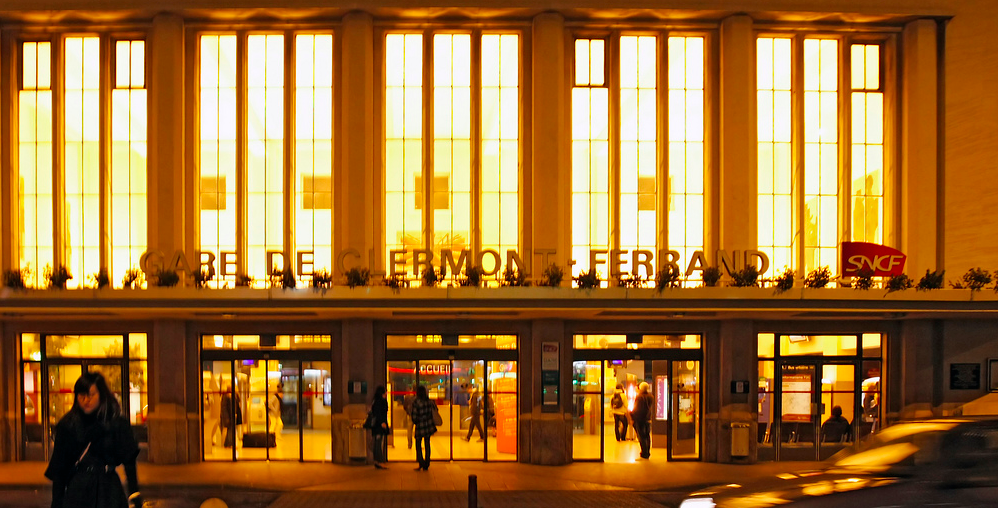
Bâtiment voyageurs, vu la nuit, en 2011.

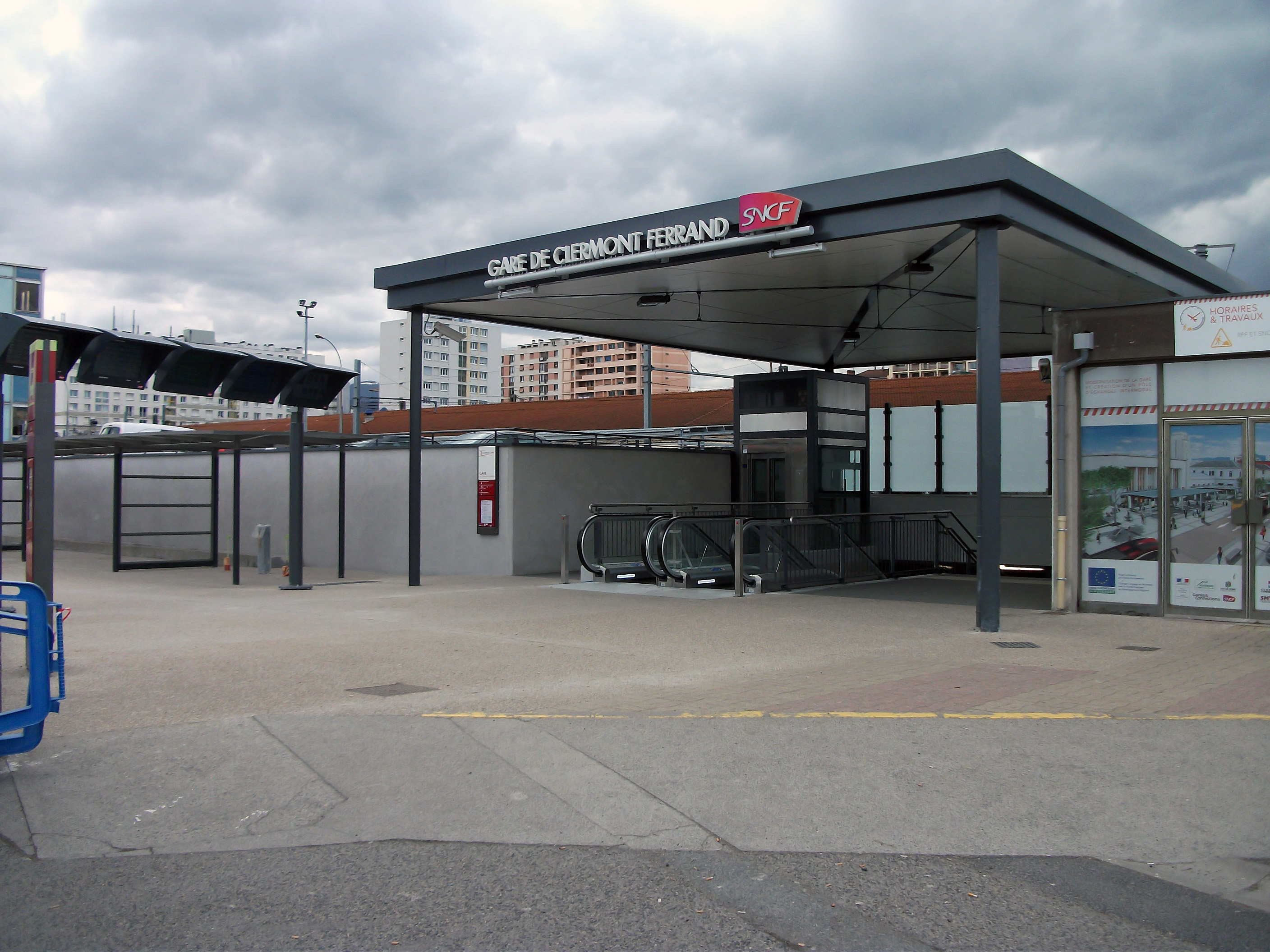
Entrée sud de la gare.

#### Accès à la gare
L'entrée principale de la gare est située avenue de l'Union-Soviétique. Son accès s'effectue depuis le parvis, entièrement réaménagé en 2014, sans trottoir, et protégé des intempéries par un auvent en verre. Elle est ouverte 7 jours sur 7.
Un deuxième accès est proposé depuis le parking à étage en bordure de la rue Pierre-Semard (parallèle à la rue Anatole-France), via le passage souterrain, représentant « un lien urbain supplémentaire entre l'avenue de l'Union-Soviétique et la rue Anatole-France ».
Elle est équipée de bornes libre-service et de distributeurs de titres de transport TER.

#### Accessibilité
L'accessibilité de la gare a été renforcée avec les travaux du pôle d'échanges intermodal. Le passage souterrain bénéficie de deux ascenseurs et de deux escalators de chaque côté et de trois ascenseurs accédant aux quais des voies G et F, E et D, C et A.

#### Sécurité
La gare de Clermont-Ferrand a été retenue pour le dispositif « Délinquance zéro dans les gares » du conseil régional d'Auvergne-Rhône-Alpes. Elle est surveillée sept jours sur sept par des agents de la SUGE, qui peuvent aussi intervenir dans le domaine public (avenue de l'Union-Soviétique) et à la gare routière. Elle est, en outre, équipée de bornes d'appel d'urgence et de 86 caméras.

### Desserte

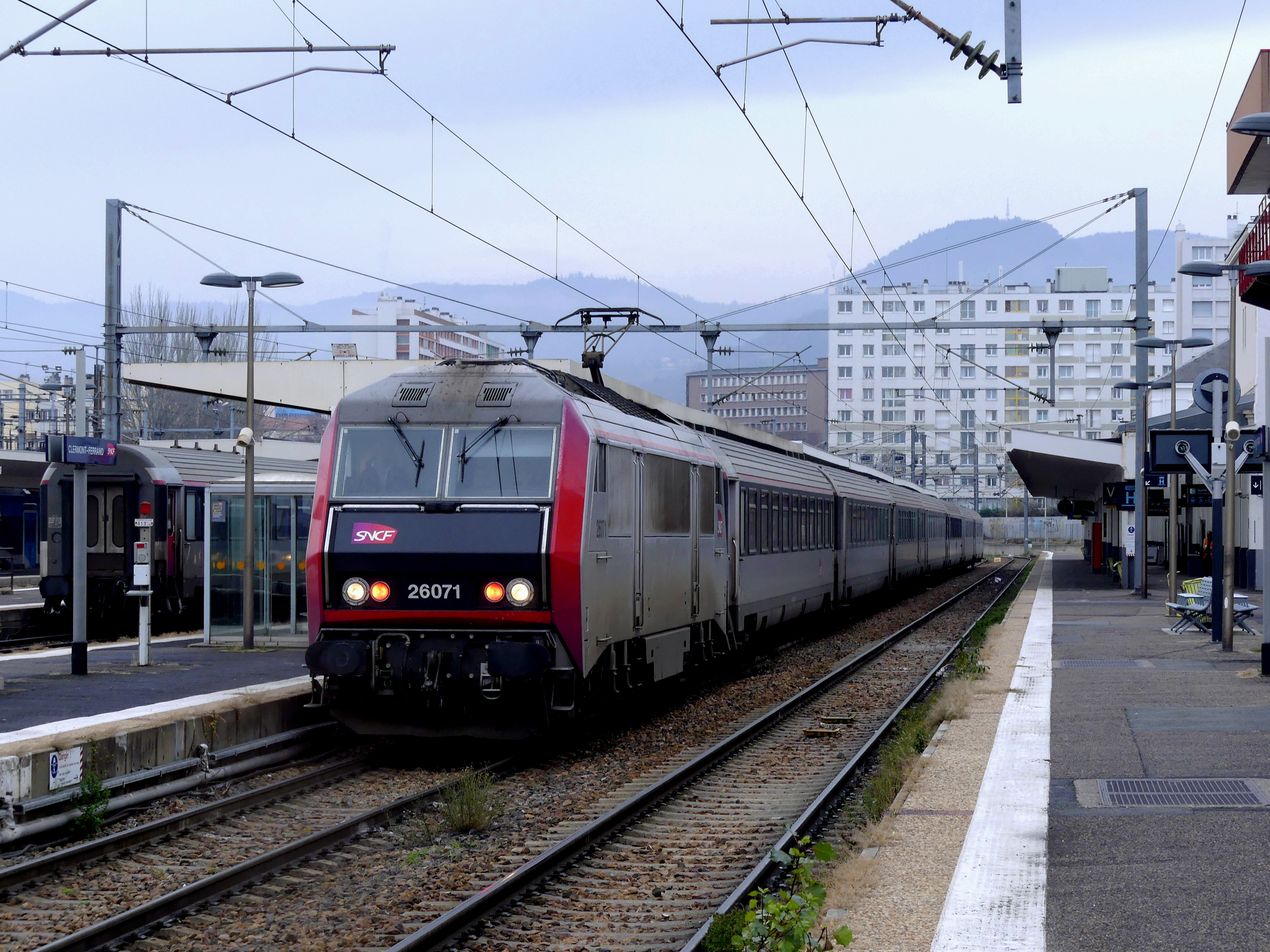
Train Intercités, à destination de Paris, à son départ de la gare en 2018.

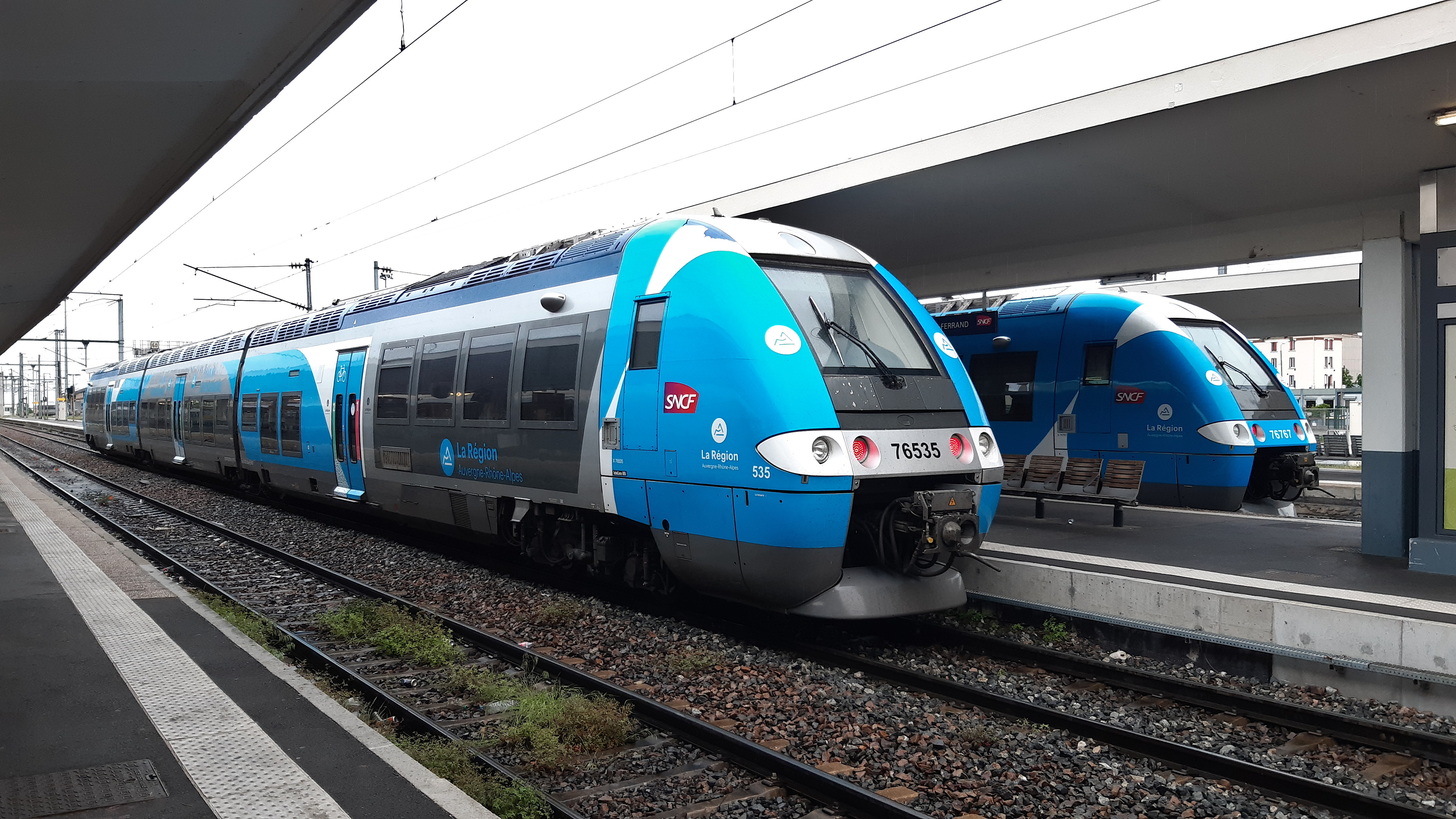
La desserte de la gare est assurée en grande partie par des TER Auvergne-Rhône-Alpes.

La gare est desservie par une trame relativement importante de trains Intercités à réservation vers Paris (gare de Bercy), à raison de huit allers-retours par jour en semaine, dont un sans arrêt qui relie les deux villes en 2 h 59. Ce temps de parcours reste proche d'une limite acceptable pour un aller-retour dans la journée, et cette liaison reste « d'une moindre qualité que celle entre Paris et d'autres capitales régionales situées à environ 400 kilomètres ».
Un aller-retour Intercités vers Béziers (6 h 45) complète une desserte nationale qui s'est rétractée ces dernières années, à l'exclusion des trains vers Paris. Du fait de la fermeture de la ligne entre Eygurande - Merlines et Laqueuille le 6 juillet 2014, il n'existe plus de relations directes entre Clermont-Ferrand et le Limousin (Limoges, Brive et au-delà vers Bordeaux).
Quelques dessertes interrégionales sont assurées, avec deux allers-retours vers Nîmes (5 h), un vers Montchanin (3 h) et Toulouse (6 h) au service annuel 2016. Ces liaisons restent « peu nombreuses et peu compétitives ».
Sur les quatre branches de l'étoile ferroviaire, les TER Auvergne-Rhône-Alpes assurent le maillage régional :
- vers le nord : Gerzat, Riom, Vichy, Saint-Germain-des-Fossés et Moulins ; Lyon-Part-Dieu et Lyon-Perrache ; Gannat et Montluçon ;
- vers le sud : Vic-le-Comte, Issoire, Brioude, Le Puy-en-Velay ; Aurillac ;
- vers l'est : la liaison est limitée à Thiers, celle vers Saint-Étienne-Châteaucreux étant transférée sur route ;
- vers l'ouest : Royat - Chamalières, Durtol - Nohanent et Volvic.

Les trains peuvent être reçus sur les huit voies : H, G, F, E, D, C et A, ainsi que la voie I, en impasse.

### Intermodalité

#### Transports urbains

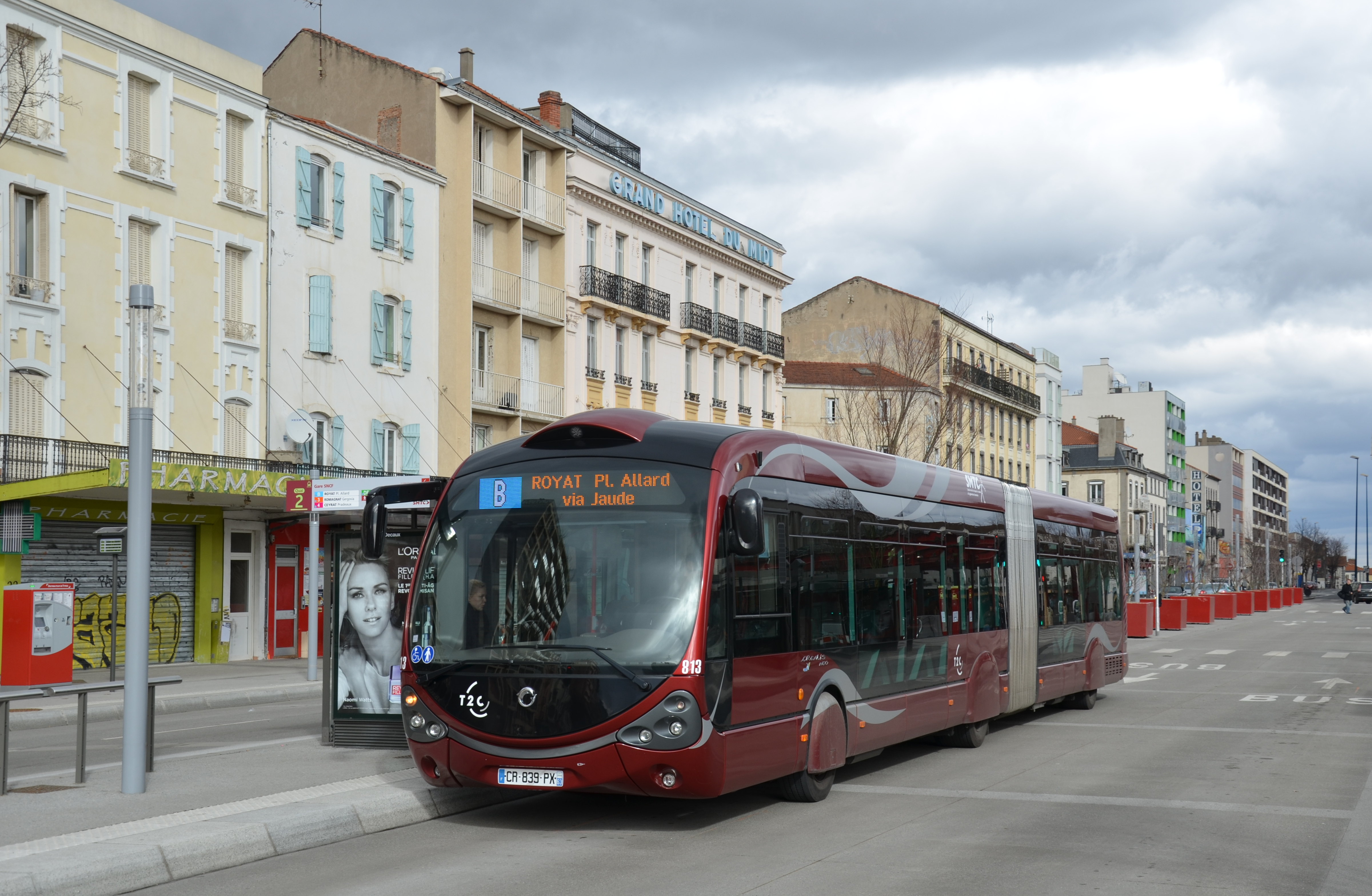
Passage d'un bus de la ligne B.

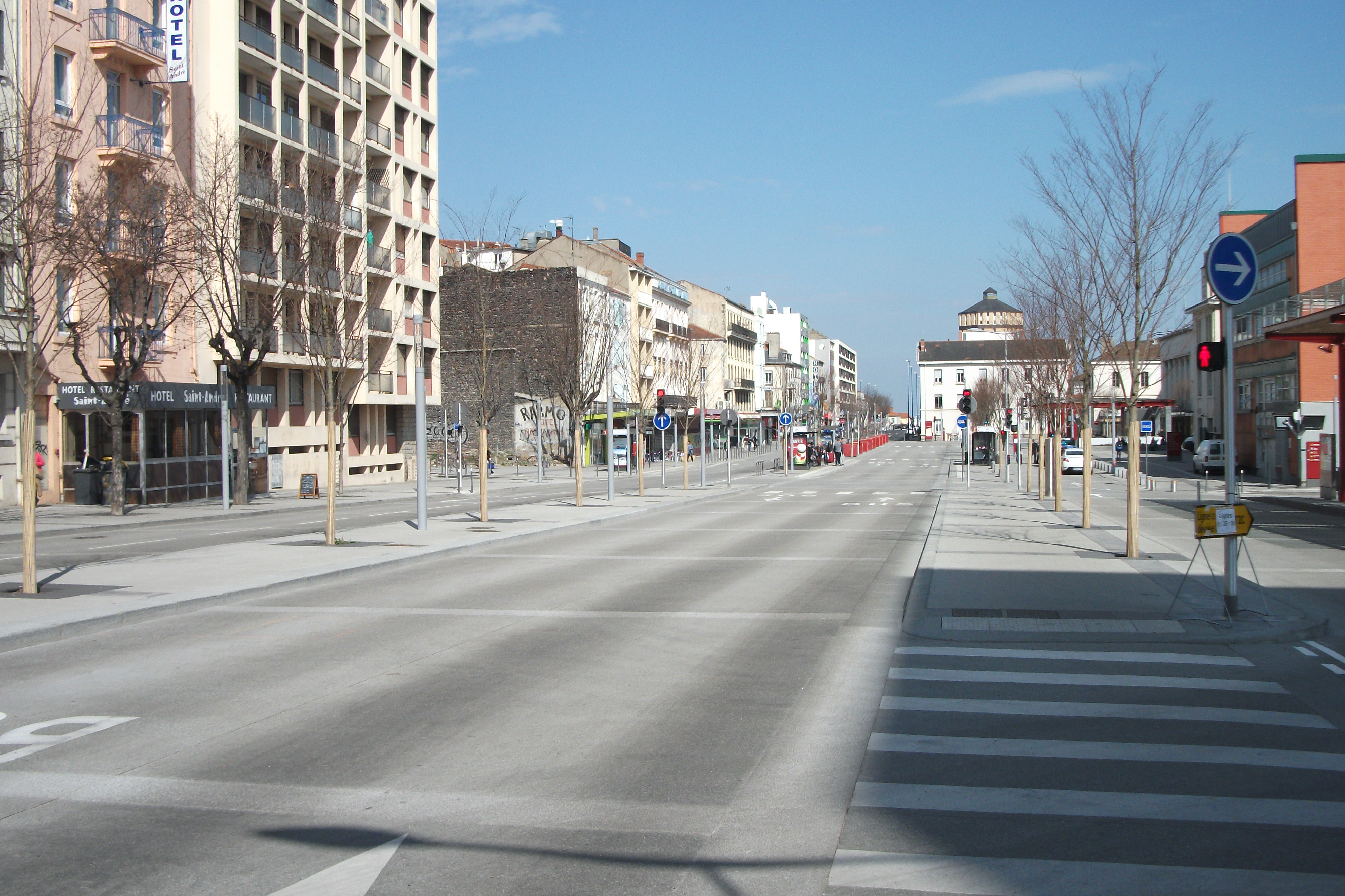
Les bus des lignes B, 3 et 4 s'arrêtent quais 2 et 3.

La gare est desservie par des lignes de bus urbains de l'agglomération de Clermont-Ferrand :
| Ligne    | Destinations | Arrêt aux quais |
| -------- | --- | --------------- |
| B        | Royat Place Allard – Chamalières Mairie – Jaude – Ballainvilliers – Faculté – Gare SNCF – CHU Estaing – Stade Marcel-Michelin                                   | 2 et 3          |
| 3        | Stade Gabriel-Montpied / Iliane / Les Vignes – 1er Mai – Gare SNCF – Delille Salford – Ballainvilliers – Puget – Aubière Place des Ramacles – Romagnat Gergovia | 2 et 3          |
| 4        | Trémonteix Charcot – 1er Mai – Gare SNCF – Ballainvilliers – Maison de la Culture – Mairie de Beaumont – Beaumont Pont de Boisséjour – Ceyrat Pradeaux          | 2 et 3          |
| 8        | Matussat Châtaigneraie – Beaumont Place d'Armes – CHU Gabriel Montpied – Gare SNCF – Faculté – Ballainvilliers – Maison de la Culture – Vallières               | 4               |
| 10       | Durtol – Tamaris – Savarounes – Jaude – Ballainvilliers – Parc SNCF – Centre Routier – Élisée Reclus – Aulnat Saint-Exupéry                                     | 8 et 9          |
| 28       | Lycée Lafayette – Gare SNCF – Ladoux Porte de Troyes | 2 et 3          |
| 35 et 36 | Delille Montlosier – Gare SNCF – Parc SNCF – Lempdes Le Pontel – Pont-du-Château Route de Lyon (ligne 36)                                                       | 1, 4 et 9       |

Un service estival (en juillet et août) de navette permet de rallier le parc Vulcania en 40 à 45 minutes, tandis qu'un deuxième service relie (via Chamalières et Royat) la gare de départ du train à crémaillère du Puy de Dôme en 35 minutes. Une agence du service Moovicité, située en face de la gare, propose la location de vélos. La gare n'est pas desservie par le tramway (il fut envisagé en 2003 un passage près de la gare, mais sous réserve du Conseil d'État). L'intermodalité est effective à la halte de Clermont-La Pardieu.

#### Transports interurbains

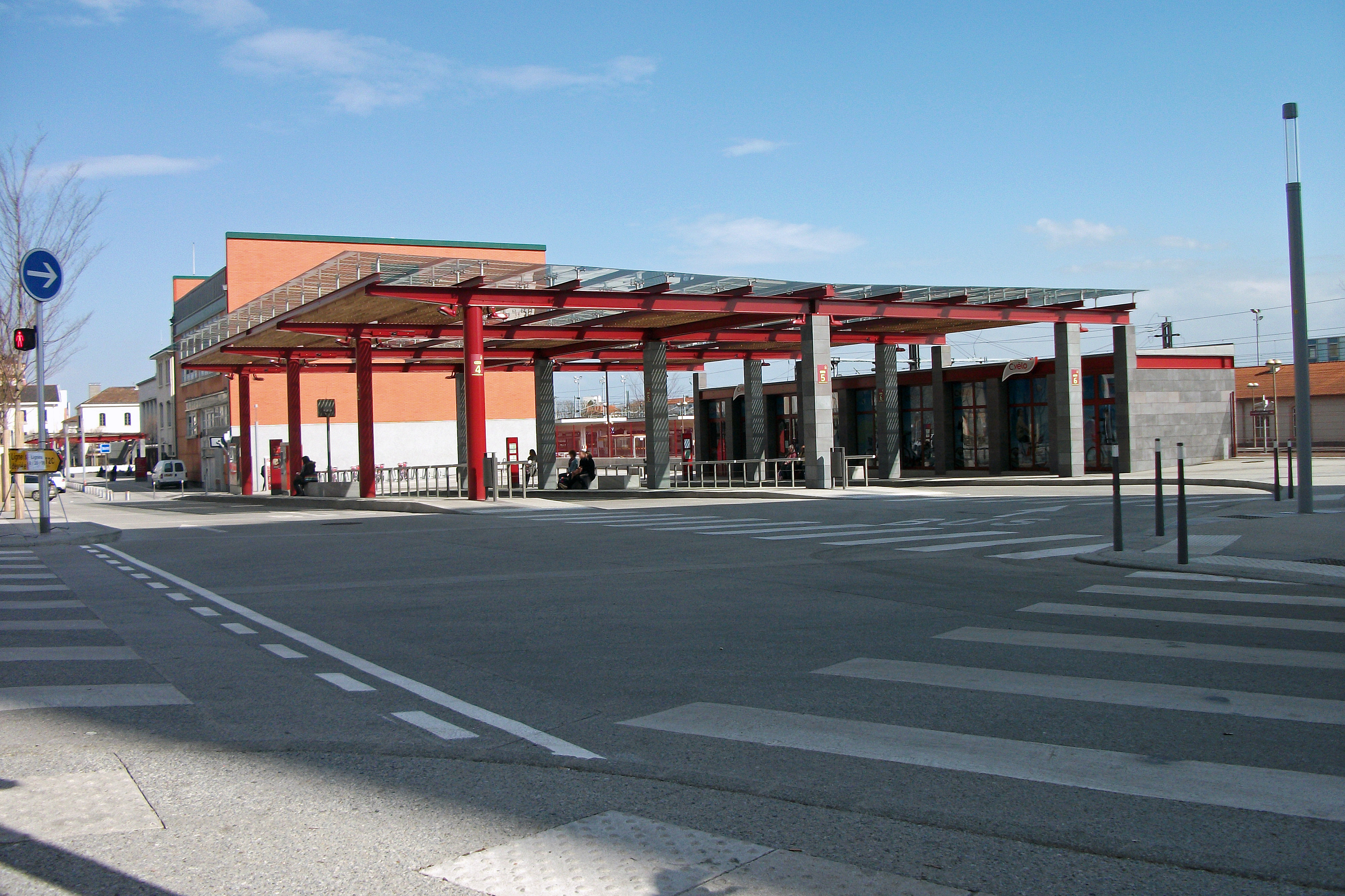
Terminal routier de la gare, quais 4, 5 et 6.

Plusieurs lignes interurbaines desservent la gare. Leur point d'arrêt est situé à l'ouest du parvis (appelé terminal routier), avec trois quais aménagés pour les handicapés, et numérotés. Si le quai 4 est utilisé par les bus urbains des lignes 8 (direction Vallières ou Beaumont), 35 (Lempdes) et 36 (Pont-du-Château), les quais 5 et 6 le sont par les autocars départementaux et régionaux, mais également le quai 7, derrière la gare.
Douze lignes des cars Région Puy-de-Dôme (P01, P02, P06, P23, P35, P42, P46, P47, P60, P61, P70, P73 et P74) desservent la gare, au terminal routier quai 5, ou à l'arrêt Parc SNCF quai 9. Il faut ajouter les lignes C07 et C08 des cars Région Cantal, reliant Saint-Flour et Riom-ès-Montagnes à Clermont-Ferrand ainsi que les lignes X18 et X51 des Cars Région Express vers Saint-Étienne et Volvic. Enfin, la ligne 283 du réseau LiO relie Clermont à Mende et la ligne 259 de Transports en Nouvelle-Aquitaine relie Clermont à Felletin.

#### Deux roues
Des parkings pour les vélos ont été aménagés sur le parvis de la gare, à proximité de l'escalator donnant accès au passage souterrain, sur l'avenue Albert-et-Élisabeth et sur le parking Anatole France.
Des parkings pour les motos ont également été aménagés derrière les stations de bus et d'autocars.

#### Stationnement des véhicules
Les véhicules stationnent au parc de stationnement à étage, de plus de 400 places, accessible depuis la rue Pierre-Semard. La dépose-minute, temporairement installée le long de ladite rue, est déplacée sur le parking, avec vingt minutes gratuites.

## Service des marchandises
Cette gare est ouverte au service du fret (trains massif, conteneurs, wagons isolés pour certains clients).

## Environs de la gare

### Le dépôt
Clermont-Ferrand a été un important dépôt titulaire de locomotives à vapeur, puis diesel, mais aussi d'autorails.
Situé au nord-est de la gare, près de l'arsenal des Gravanches, le dépôt dispose encore d'une rotonde PLM de type G à sept voies et d'une plaque tournante.
Le dépôt abrite la locomotive à vapeur 141 R 420 conservée en ordre de marche par la SCC 141 R 420 et utilisée pour des trains spéciaux d'amateurs.
Le dépôt abrite également l'ensemble des autorails et des rames tractées affectées au réseau TER Auvergne-Rhône-Alpes :
- X 73500 : 35 exemplaires au 01/12/2010 ;
- X 76500 : 22 exemplaires au 01/12/2010 ;
- Rame réversible régionale : 7 rames de 3 caisses (entretenue en gare) ;
- RIO 80 : 2 rames de 3 caisses (entretenue en gare).

La ville de Clermont-Ferrand bénéficie également d'un centre de maintenance TER Auvergne-Rhône-Alpes ainsi qu'une unité de maintenance intervenant sur les rames Intercités (Corail) en gare.

### Gares de quartiers
Deux quartiers sont desservis par de plus petites gares. Elles ne possèdent pas d'infrastructures particulières.
Sur la ligne de Nîmes, la halte de La Pardieu dessert le quartier et la technopole du même nom et le lycée général et technologique La-Fayette. Elle est connectée au réseau de transports publics clermontois grâce à la station de tramway La Pardieu Gare, qui est par ailleurs le terminus de la ligne A.
Sur la ligne de Volvic, la halte de La Rotonde dessert le quartier étudiant de la ville, et particulièrement le pôle tertiaire de La Rotonde.

## Au cinéma
La gare de Clermont-Ferrand apparaît dans le film King (sorti en 2022), réalisé par David Moreau et tourné en 2020.